# Scleria neogranatensis
Scleria neogranatensis är en halvgräsart som beskrevs av Charles Baron Clarke. Scleria neogranatensis ingår i släktet Scleria och familjen halvgräs. Inga underarter finns listade i Catalogue of Life.